# Кубок Лихтенштейна по футболу 2020/2021
Кубок Лихтенштейна по футболу 2020/21 (нем. Liechtensteiner Cup 2020/21) — 76-й сезон ежегодного футбольного соревнования в Лихтенштейне. Победитель кубка квалифицируется в квалификационный раунд Лиги конференций УЕФА 2021/22. 25 мая 2021 года из-за коронавируса, турнир был отменён, в еврокубки как самая сильная команда по рейтингу УЕФА был квалифицирован «Вадуц».

## Первый раунд
Матчи состоялись 24 и 26 августа. В первом раунде участвовали 6 команд.
| Хозяева        | Счёт           | Гости           |
| -------------- | -------------- | --------------- |
| Шан            | 4:4 (пен. 5:4) | Эшен-Маурен III |
| Шан II Аццурри | 0:6            | Тризенберг      |
| Бальцерс II    | 4:1            | Эшен-Маурен II  |

## Второй раунд
Матчи состоялись 17, 18, 22 и 23 сентября. Во втором раунде участвуют 8 команд.
| Хозяева       | Счёт           | Гости       |
| ------------- | -------------- | ----------- |
| Руггелль II   | 2:2 (пен. 3:4) | Тризен      |
| Шан           | 6:1            | Тризен II   |
| Тризенберг II | 0:6            | Бальцерс II |
| Вадуц III     | 1:11           | Тризенберг  |

## 1/4 финала
Матчи 1/4 финала были отменены из-за коронавируса. В 1/4 финала должны были участвовать 8 команд.
| Хозяева     | Счёт    | Гости       |
| ----------- | ------- | ----------- |
| Шан         | Отменён | Вадуц       |
| Тризен      | Отменён | Бальцерс    |
| Тризенберг  | Отменён | Эшен-Маурен |
| Бальцерс II | Отменён | Руггель     |